# توماش أدامك
توماش أدامك (بالبولندية: Tomasz Adamek) مواليد 1 ديسمبر 1976 في بولندا، هو ملاكم بولندي يصنف ضمن فئة الوزن الثقيل. حقق بطولة المجلس العالمي للملاكمة وبطولة الاتحاد الدولي للملاكمة.

## إحصائيات
خاض خلال مسيرته 55 نزالا، فاز في 50 وخسر في 5. فاز بالضربة القاضية في 30 نزالا.

## وصلات خارجية
- توماش أدامك على موقع بوكس ريك (الإنجليزية) (registration required)

- الموقع الرسمي